# Râul Beuca
Râul Beuca este un curs de apă, afluent al Pârâul Mare, în România. 

## Hărți
- Harta Județului Brașov
- Harta Munților Bucegi  Arhivat în 28 mai 2008, la Wayback Machine.
- Harta Munților Postăvaru  Arhivat în 3 august 2008, la Wayback Machine.